# 고백진
고백진(1966년 5월 3일 ~ )은 대한민국의 축구 선수이며 포지션은 공격수이다.